# Франц Марк
Франц Марк (Минхен, 8. фебруар 1880 —  Гусенвил испред Вердена, 4. март 1916) био је немачки сликар. Био је један од главних представника немачког експресионизма.
Године 1911. упознао је Василија Кандинског и са њим је основао авангардну уметничку групу Плави јахач (Der Blaue Reiter). Волео је да слика животиње, нарочито коње. Сматрао је да животиње поседују квалитете доброте, лепоте и неукаљаности, које су све одсутне у савременом човечанству. Боје користи у симболичном смислу; плава означава мужевност, строгост и духовност, жута - радост и женственост, док је црвена боја сукоба између прва два принципа.
Касније се окренуо апстрактном стилу, чистијим линијама и једноставним геометријским облицима. Своју прву апстрактну слику „композиција I“, насликао је децембра 1913.
Отишао је на фронт као добровољац 1914. и погинуо у бици код Вердена 1916.

## Галерија
- Две жене на брду (1904)
- Слон (1907)
- Акт са мачком (1910)
- Велики плави коњи (1911)
- Жута крава (1911)
- Девојка са мачком II (1912)
- На киши (1912)
- Композиција III (1914)